# Defend Your Life
Le jeu de stratégie Defend Your Life du studio tchèque Alda Games se classe parmi les représentants des titres Tower Defense. Le joueur protège le corps humain des maladies, qui sont personnifiées de manière similaire à la série populaire Once Upon a Time.

## Jouabilité
Le jeu respecte les règles établies du genre et les transpose dans l'environnement du corps humain dans une stylisation très proche de la série éducative française Once Upon a Time. Le joueur construit des tours en échange d'oxygène, qui est la ressource de base du jeu. Les tours produisent des unités défensives (globules rouges), tirent sur les virus ennemis ou fournissent des bonus aux bâtiments voisins. Tous les bâtiments peuvent être améliorés, et pour la plupart d'entre eux, vous pouvez même décider de leur spécialisation.
Defend Your Life comprend également un arbre de compétences où les joueurs peuvent augmenter l'efficacité de leurs tours ou des capacités bonus qui peuvent être utilisées à chaque tour. En raison de ses graphismes et de la qualité et du plaisir attendus, le jeu est devenu l'un des jeux les plus attendus du mois d'août selon le magazine en ligne Bonusweb.

## Développement
Le jeu est sorti en octobre 2014 sur la plateforme Windows Phone, où il bénéficie d'une exclusivité temporelle grâce à la collaboration d'Alda Games avec Microsoft et AppCampus, mais les versions iOS et Android seront publiées par les développeurs tchèques quelques mois après la sortie initiale sur Windows Phone.